# سید محمدرضا هاشمی‌زاده
سید محمدرضا هاشمی‌زاده (زادهٔ ۱۳۳۰ - درگذشته ۱۳۹۸) شاعر و پژوهشگر ادبی اهل خورموج استان بوشهر بود.
اشعار وی آیینی، انقلابی و اجتماعی می‌باشد و در سال ۱۳۸۵ به عنوان شاعر برگزیده اهل بیت و شاعر آیینی در سطح کشور انتخاب شد. هاشمی زاده دبیر بازنشسته آموزش و پرورش و دارای مدرک کارشناسی روان‌شناسی اجتماعی از دانشگاه تهران و کارشناسی ارشد جامعه‌شناسی از دانشگاه شیراز بود. وی همچنین خطاط بود و مدرک دوره عالی خوشنویسی از انجمن خوشنویسان ایران را داشت. هفت مجموعه شعر به نام‌های «درنگه» (۱۳۶۹)، «از خاک تا افلاک» (۱۳۷۹)، «سوز و ساز» و در دهه هشتاد «ساحت سرخ اجابت» (۱۳۸۰)، «شقایق‌های بیرم»، «همصدا با نخل‌های تشنه» (۱۳۹۰) و «شقایق‌های ساحل» از وی به چاپ رسیده‌است. وی شنبه ۲۱ اردیبهشت ۱۳۹۸ بر اثر سکته قلبی در منزل خود درگذشت.
نمونه یک دوبیتی از او:
من و تو اتفاقی ساده بودیم
پیاده همسفر در جاده بودیم
دو برگ تشنهٔ خشکیده در باد
کنار دست آب افتاده بودیم